# 冒險島樂園
環球冒險島樂園（英文：Universal's Islands of Adventure）是一個位於美國佛羅里達州奧蘭多的主題樂園。樂園在1999年5月28日與環球CityWalk同時開幕，屬於奧蘭多環球影城的一部份，它的開幕將奧蘭多環球影城由一個樂園轉變成為度假村。樂園的標語是「Live the Adventure」（享受冒險）。
樂園的整體主題是一趟探索的旅程，遊客從主要的港口出發前往八座分別有不同主題的島嶼，每座島嶼都強調了冒險的要素。第七座島嶼哈利波特的魔法世界在2010年6月8日開幕，以著名的小說和電影《哈利波特》系列為主題，這座島嶼是自樂園開幕以來最大的建設計劃。第八座島嶼「骷髏島」在2016年開幕，以電影《金剛》系列爲主題。
與臨近的佛羅里達環球影城相同，冒險島樂園的主題並不僅限於環球影業的相關作品。事實上，除了「失落的大陸」、「入口港」和「侏羅紀公園」之外，其他島嶼的主題都是來自不同電影公司的授權。許多這些電影公司並沒有經營自己的主題樂園。這些島嶼包括蘇斯港（Seuss Landing，來自蘇斯博士企業）、哈利波特的魔法世界（來自華納兄弟）、骷髏島（Skull Island，來自華納兄弟）、卡通礁湖（Toon Lagoon，來自派拉蒙影業）和漫威超級英雄島（Marvel Super Hero Island，來自漫威娛樂）。

## 歷史
在冒險島樂園建成之前，該地點最初規劃為一個名為Galleria Orlando的購物中心。該購物中心的計劃最初於1985年制定，但最終於1990年被取消。同年佛羅里達環球影城在冒險島樂園的附近開業。

### 預覽中心
在冒險島樂園建設期間，環球影城在佛羅里達環球影城開設了冒險島預覽中心。預覽中心在新主題公園開業前兩年開放，讓遊客搶先了解冒險島的一些主題和景點。該景點位於佛羅里達環球影城紐約區（New York）內。在預覽中心中，遊客將穿過以新主題樂園各個「島嶼」為主題的各個展區。最後一個房間說明了冒險島公園的開放時間，並向客人展示了環球影城的未來計劃——奧蘭多環球影城度假村。冒險島樂園開放後不久，預覽中心就關閉了。

### 開幕
冒險島樂園於1999年3月27日開始試營業。在此期間，遊客可以以優惠價預覽公園，而工作人員則進行技術排練並進行「收尾工作」。在試營業期間，遊客被告知景點可能全天開放和關閉，恕不另行通知，有些景點可能根本不開放。最初計劃於5月中旬開放公園，但最終推遲到1999年5月28日。
在花費巨額資本支出建造冒險島樂園、環球城市大道和度假村酒店後，環球影城試圖超越附近的華特迪士尼世界。然而，隨著第二個公園、新度假村和娛樂區的增加，該度假村被命名為Universal Studios Escape。從本質上講，遊客似乎對這個名字感到困惑，認為冒險島樂園是在現有的佛羅里達環球影城主題公園中添加的一個新區域。前兩年，出席人數並未如預期增加。到2001年，營銷進行了改進，澄清冒險島樂園確實是第二個完全獨立的公園，擁有新的遊樂設施和景點。Universal Studios Escape更名為奧蘭多環球影城度假村，並最終成為奧蘭多唯一一家在，「911美國襲擊事件」後遊客人數實際有所增加的度假村。

## 島嶼
冒險島樂園內有八座不同主題的「島嶼」，但僅有一座島嶼是以環球影業出品的電影為主題。七座島嶼分別是：入口港（Port of Entry）、漫威超級英雄島（Marvel Super Hero Island）、卡通礁湖（Toon Lagoon）、侏羅紀公園（Jurassic Park）、哈利波特的魔法世界、失落的大陸（The Lost Continent）、蘇斯港（Seuss Landing）以及骷髏島（Skull Island: Reign of Kong）。

### 進口港
進口港是公園的主入口，這裡有許多商店和服務設施，沒有任何機動遊戲。公園的中心建築燈塔也位於入境口岸內。每天晚上，這座標誌性的燈塔都會發出明亮的光束引導遊客進出公園大門。

### 漫威超級英雄島
在2009年末，華特迪士尼公司宣佈收購漫威娛樂，環球集團表示漫威的新東家不會對漫威超級英雄島有任何影響。迪士尼的CEO羅伯特·艾格承認迪士尼會繼續遵守漫威已有的合約條款。
在2011年5月19日，環球集團宣佈會更新「蜘蛛人的驚世冒險」遊樂設施。設施內的所有影片會全部改為高清版本。投影機亦會更新為Infitec數碼投影機。更新了的遊戲剛好趕及在新電影推出之前在2012年3月8日開放。

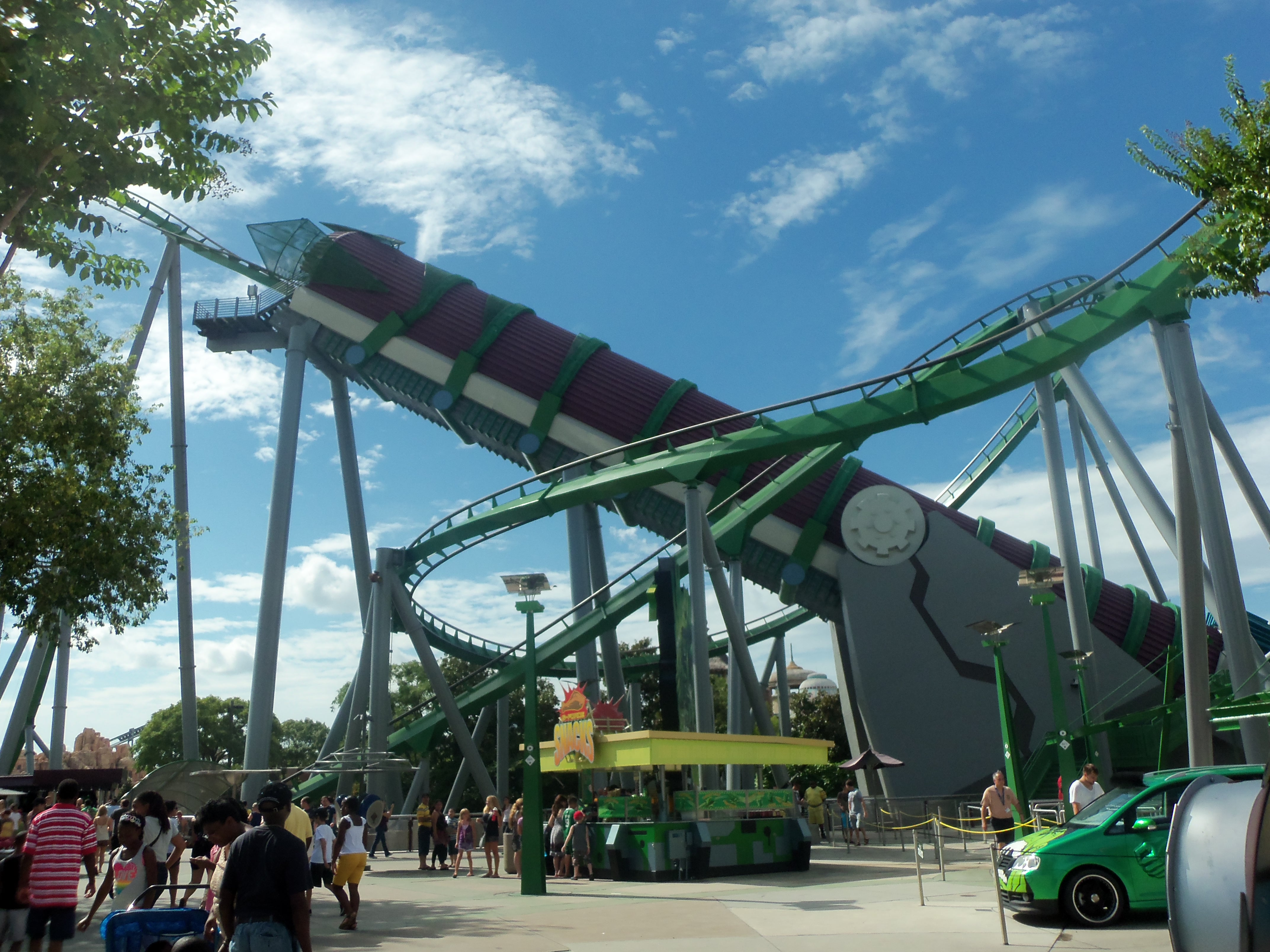
綠巨人浩克過山車的伽馬射線核心區（從外觀看）

| 名稱               | 簡介 |
| ------------------ | --- |
| 綠巨人浩克過山車   | 根據漫威漫畫中的綠巨人浩克推出的過山車，從伽馬射線核心區彈射到時速67英里（108公里/小時）的速度，有7個迴環。 |
| 末日博士的恐懼降臨 | 以末日博士為主題跳樓機，突然以時速40英里（64公里/小時）的速度彈射到54米的高空，擁有非常強大的離心力。       |
| 蜘蛛俠-驚人的歷險  | 以漫威漫畫蜘蛛俠為主題的3D黑闇遊樂設施。該遊樂設施以紐約為背景，蜘蛛俠阻止險惡集團奪取自由女神像。          |
| 暴風力量加速器     | 根據變種特攻推出的轉轉杯騎行。遊客可以使用他們的乘騎車輛幫助暴風女利用足夠的雷電力量來擊敗萬磁王。          |

### 卡通礁湖
卡通礁湖（Toon Lagoon）內設有數座以水為主題的遊樂設施，以及3間櫃台服務式的餐廳。島上還有十數座噴水裝置，遊客可與之互動。此外多處設置了水槍、水砲等，可讓遊客向遊樂設施上的其他乘客噴水。

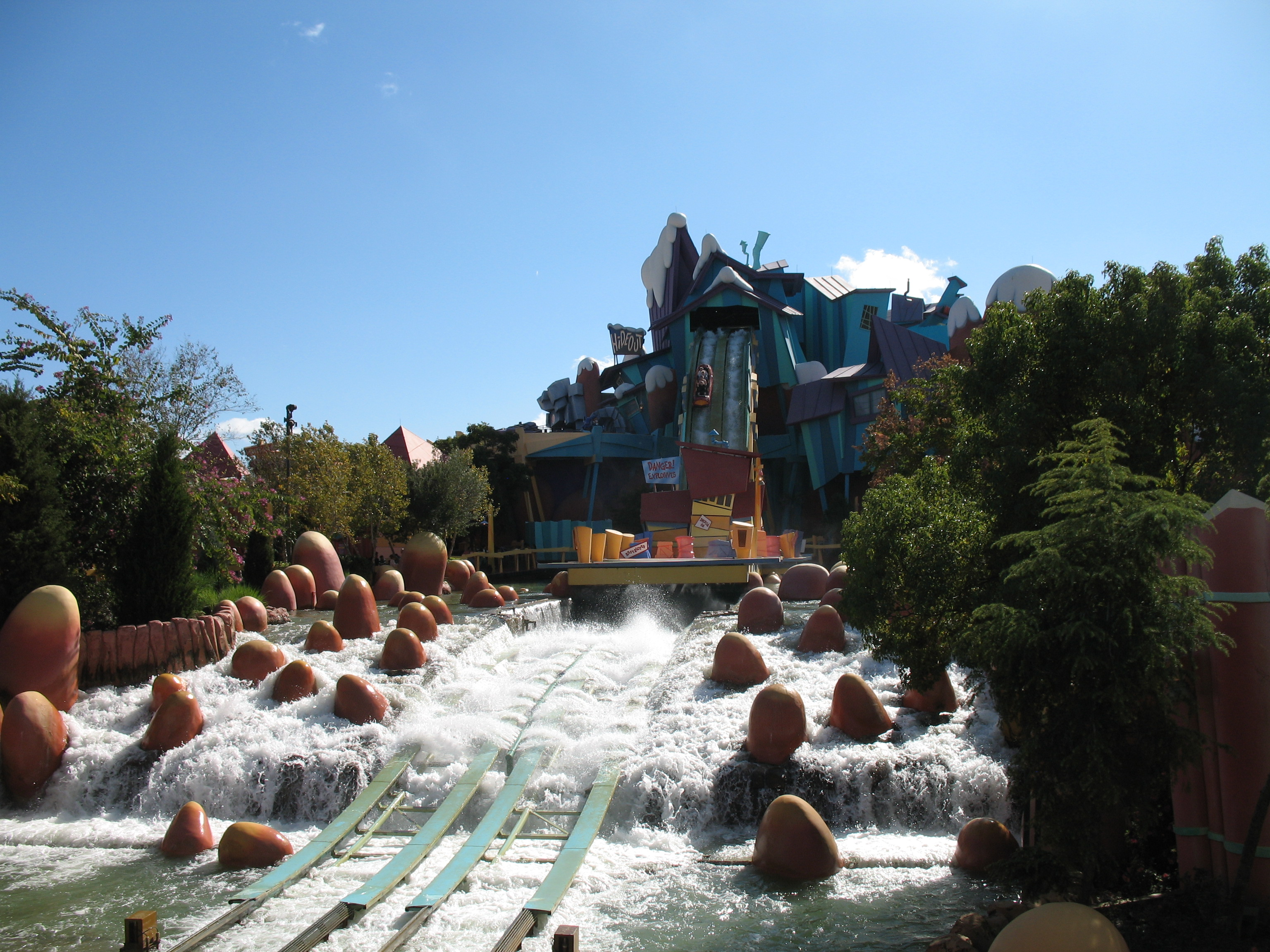
達德利瀑布

| 名稱                   | 簡介                                                                               |
| ---------------------- | ---------------------------------------------------------------------------------- |
| 達德利瀑布             | 遊客可以在游玩中見證達德利（Dudley）的冒險經歷，最後到達23米的落差。               |
| 大力水手和布魯托的駁船 | 大力水手必須從布魯托（Bluto）手中救出奧利弗（Olive），同時在難以預測的急流中漂流。 |
| 我的船，橄欖號         | 以大力水手為主題的一座兒童遊樂場，具有互動元素。                                   |

### 侏儸紀公園
侏儸紀公園園區以由史提芬·史匹堡和米高·克賴頓所創作的小說改編而成的電影為基礎建成。園區內設有「侏羅紀河流探險」遊戲。

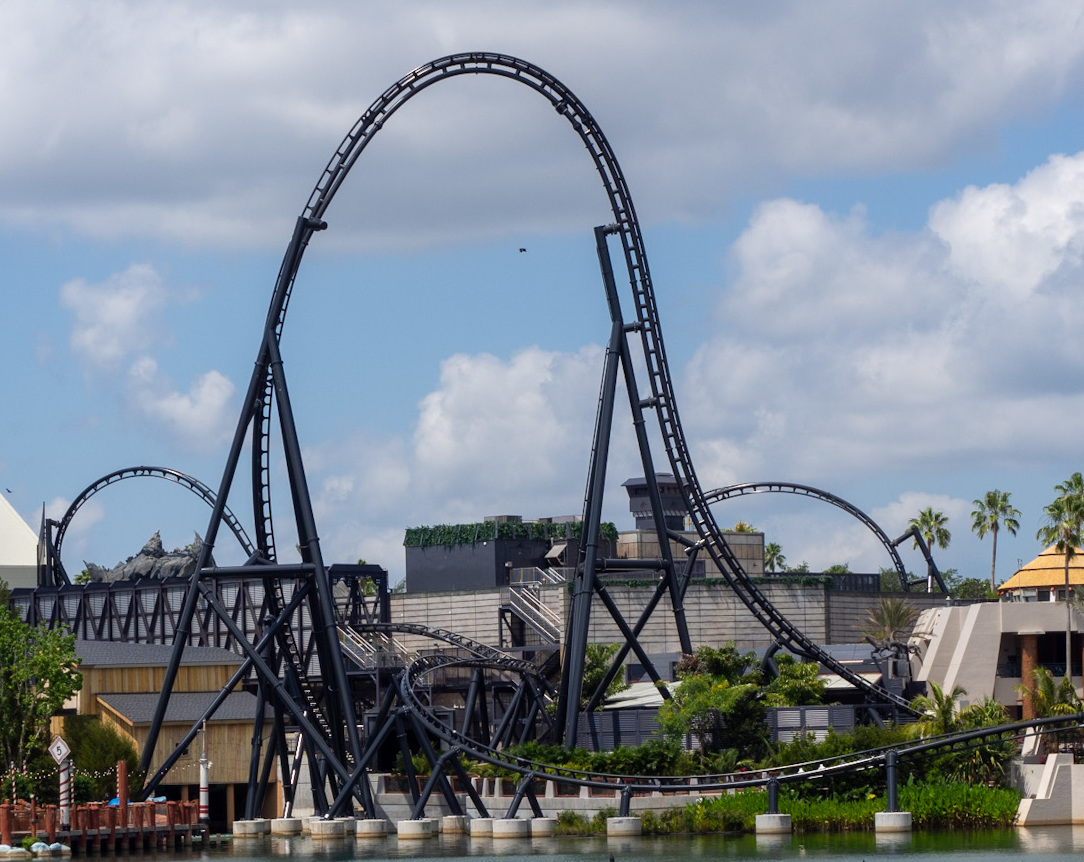
迅猛龍過山車

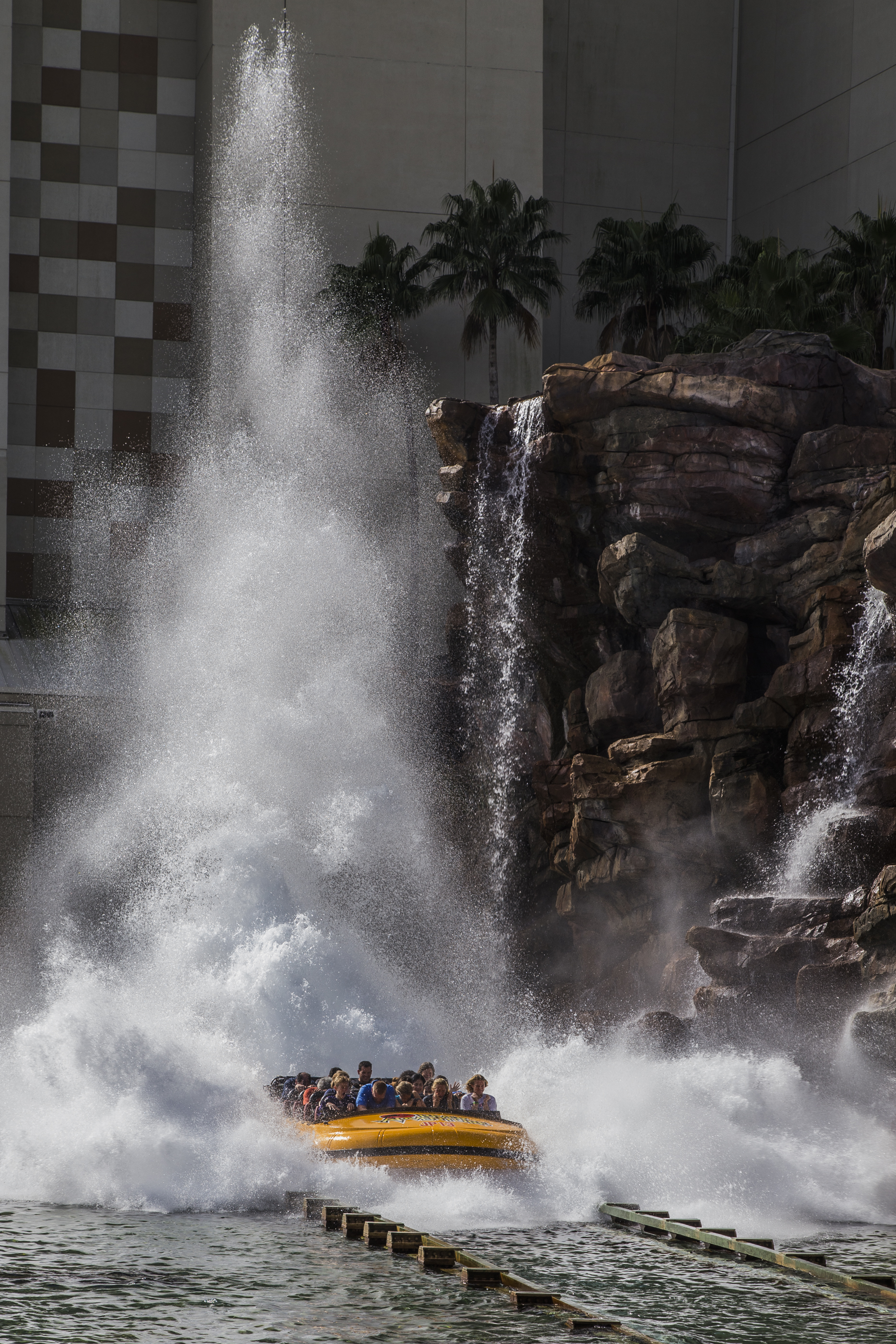
侏羅紀公園河流探險

| 名稱               | 簡介 |
| ------------------ | --- |
| 侏羅紀營地         | 兒童遊樂區以一棵50英尺（15米）高的進口榕樹為中心。該區域設有各種遊樂設施，包括滑梯、網、水砲和噴泉。    |
| 迅猛龍過山車       | 以《侏羅紀世界》中的迅猛龍為原型設計的過山車，𣊬間時速達到113公里，是全球各地環球影城中最快的遊樂設施。 |
| 侏羅紀公園河流探險 | 根據史蒂文·斯皮爾伯格1993年的電影《侏羅紀公園》和邁克爾·克萊頓的同名小說改編的水上游樂設施。            |
| 無齒翼龍飛翔之旅   | 以無齒翼龍為主題的鋼製懸掛式過山車，遊客可以在侏羅紀營地周圍繞一圈。                                    |
| 侏羅紀公園探索中心 | 互動遊樂區，客人可以在其中了解恐龍及其生活方式。                                                        |

### 哈利波特的魔法世界

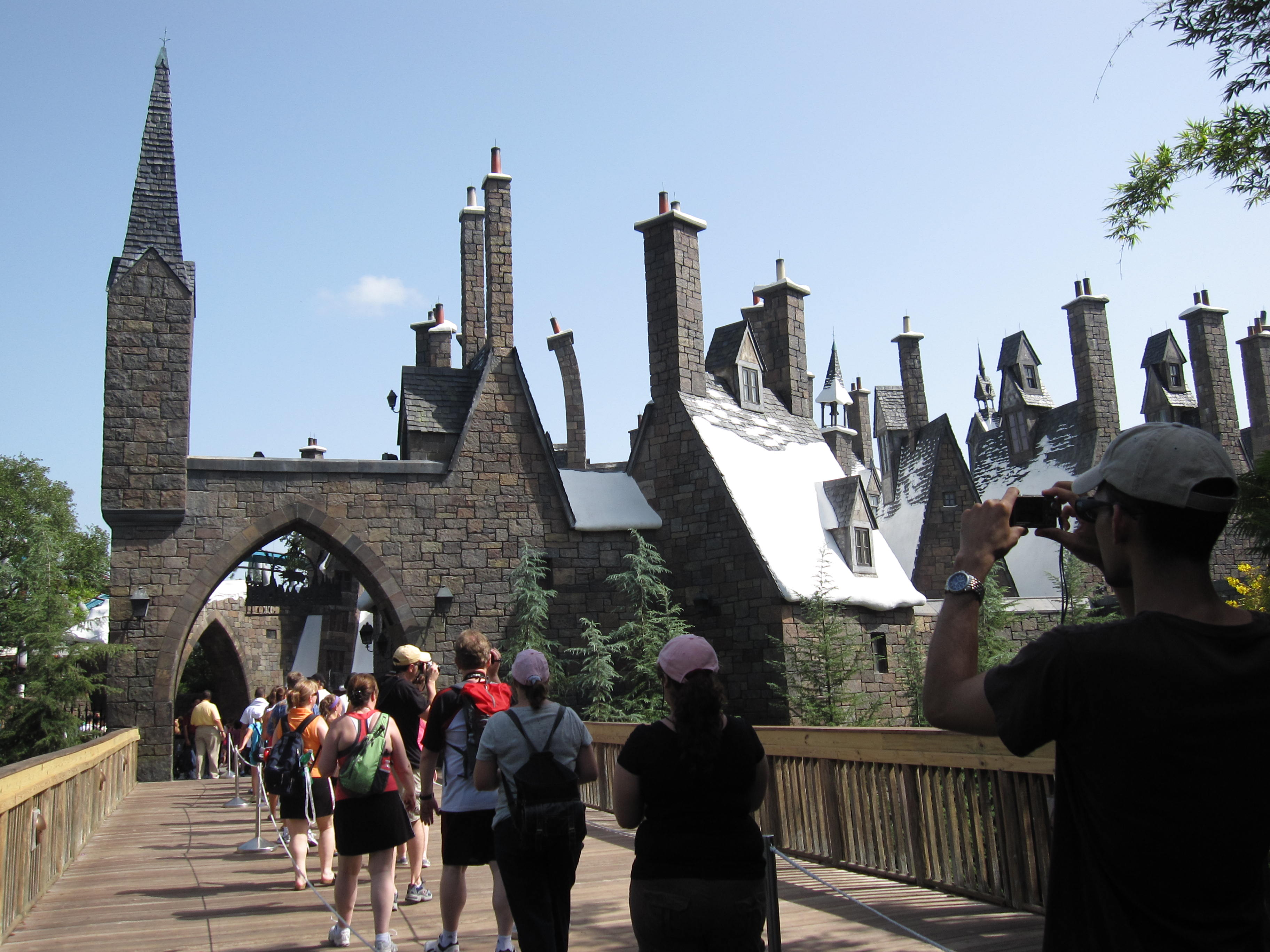
哈利波特的魔法世界入口

在2010年6月18日，哈利波特的魔法世界正式開幕，它是樂園的第七個島嶼，也是樂園投資最大的建設。哈利波特的魔法世界根據英國暢銷小說《哈利波特》的故事和角色而設計的主題樂園。園區分為三部份，由霍格華茲城堡（Hogwarts castle）、活米村（The village of Hogsmeade）以及禁忌森林（Forbidden Forest）所組成。

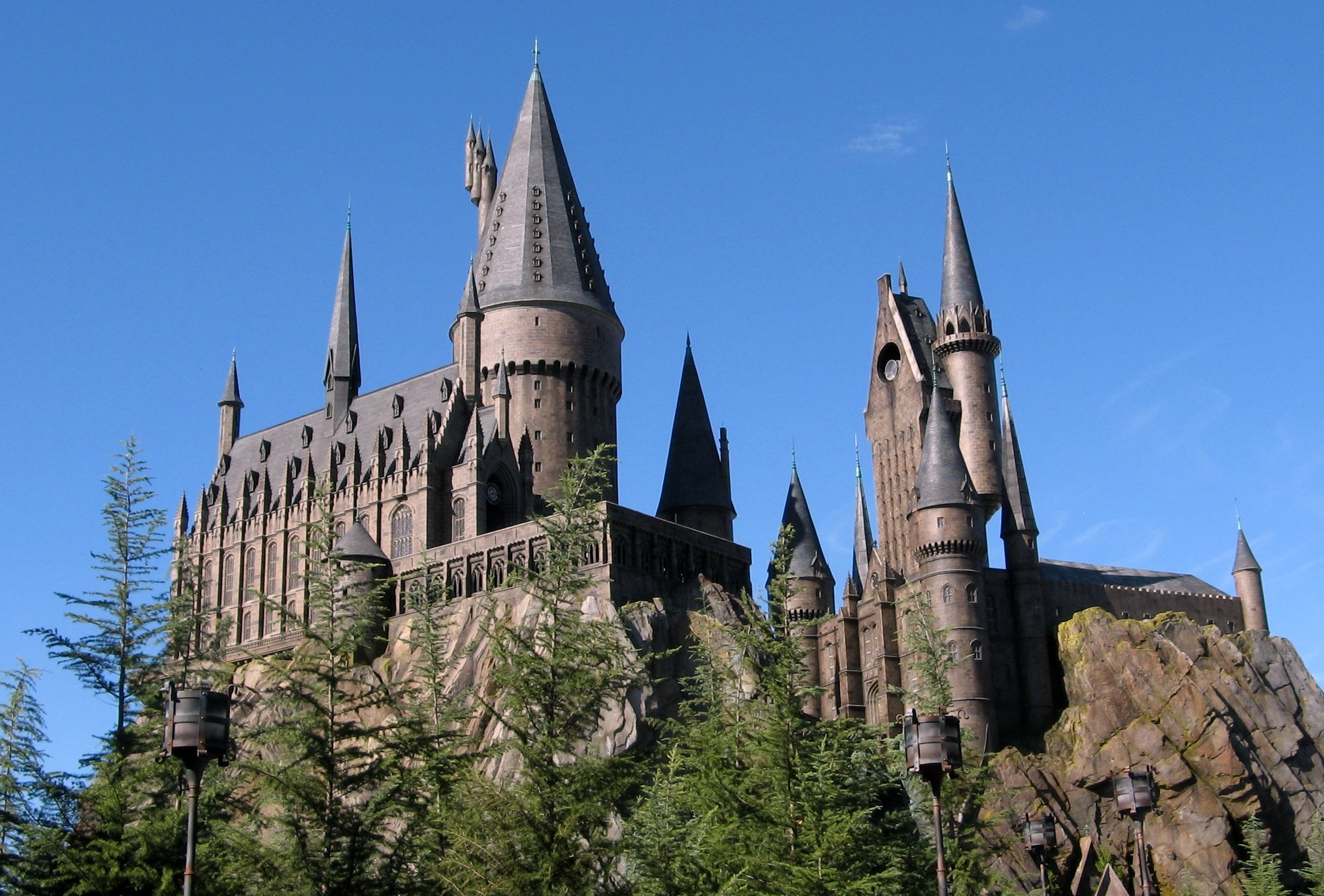
霍格華茲城堡，內為哈利波特禁忌之旅

| 名稱                 | 簡介 |
| -------------------- | --- |
| 哈利波特禁忌之旅     | 哈利波特禁忌之旅以霍格華茲城堡為背景，遊客可坐在該設施的列車穿越城堡內部，可親身體驗霍格華茲的風采。裏面除了有各種小說內曾提及的擺設外，還可以見到鄧不利多、哈利、榮恩和妙麗等人。                                                                                       |
| 鷹馬飛行             | 鷹馬飛行是一列家庭過山車的遊樂設施。鷹馬飛行位於海格小屋的旁邊，在出發前遊客還可以跟鷹馬作近距離接觸。 |
| 海格的奇獸摩托車冒險 | 這個耗資3億美元的景點於2019年向公眾開放。這個部分封閉的摩托過山車可在室內和室外運行，是為度假村打造的第六個哈利波特主題景點。 海格的奇獸摩托車冒險取代了於2017年關閉的一座雙軌過山車「龍的挑戰」 。它以破紀錄的七次加速度亮相，最高時速達到50英里/小時（80 公里/小時）。 |
| 霍格華茲快車         | 穿梭於佛羅里達環球影城的斜角巷與冒險島樂園的霍格華茲的火車。 |
| 奧利凡德             | 一家出售「魔杖」的商店，其販售的部分魔杖玩具可於此區內部分場景互動，大阪環球影城之哈利波特的魔法世界園區亦有此設計，據此店店員表示兩園區之魔杖是互通的。 |

### 失落的大陸
失落的大陸（The Lost Continent）以古代神話和傳說為主題，再細分為兩個區域。第一區為「辛巴達市集」（Sinbad's Bazzaar），以古代阿拉伯市場為主題。第二區則為古希臘和亞特蘭提斯神話風格的「失落城市」（Lost City）。失落的大陸島上曾有第三個以中古世紀歐洲為主題的區域「梅林之森」（Merlinwood），但該區域於後來改建成為哈利波特的魔法世界的一部分。

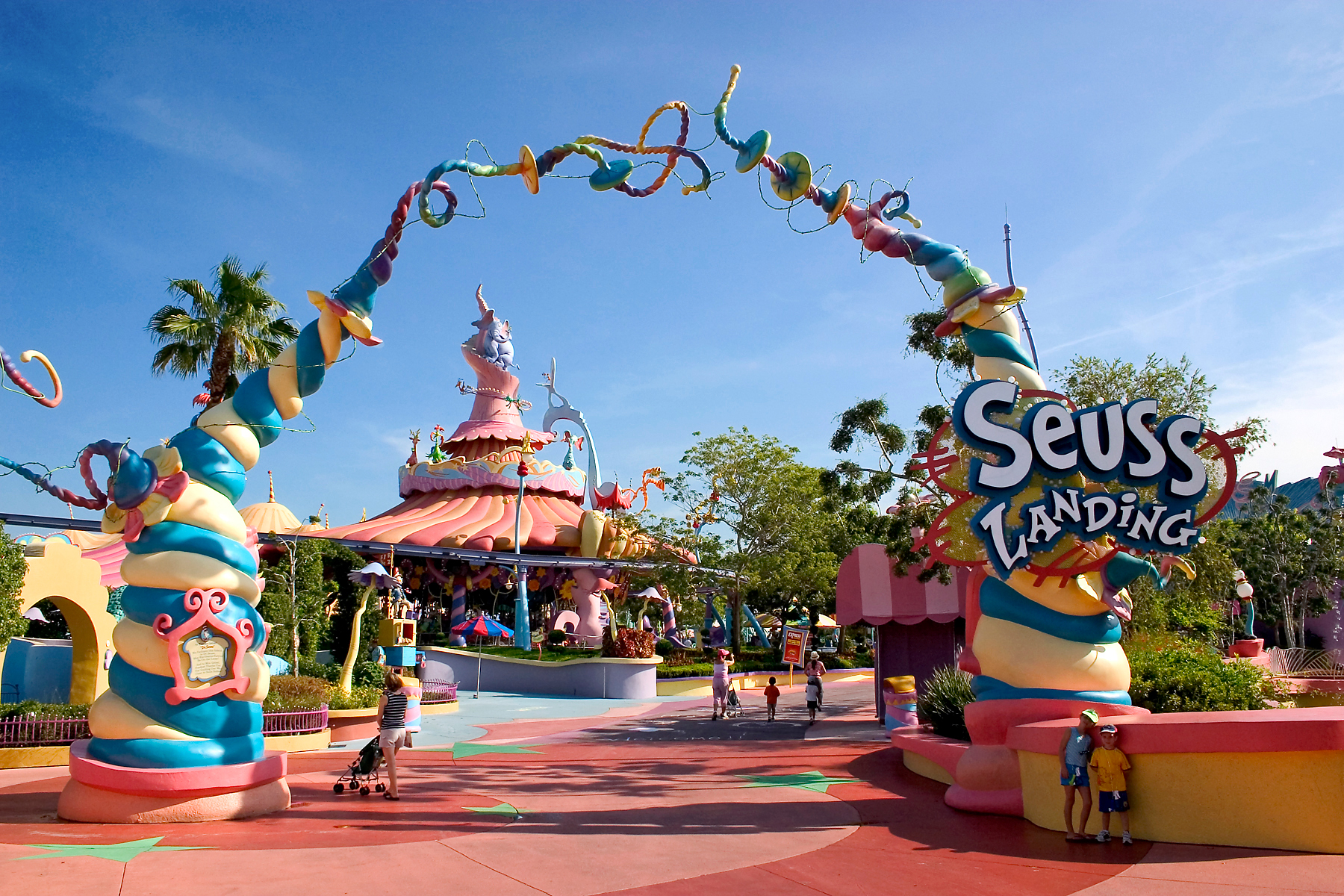
蘇斯港入口

| 名稱     | 簡介                                               |
| -------- | -------------------------------------------------- |
| 神秘噴泉 | 互動噴泉景點，可與遊客交流、播放音樂並設有噴水口。 |

### 蘇斯港
蘇斯港（Seuss Landing）是一個以蘇斯博士著作為主題的島嶼，主要針對年紀較小的兒童設計規劃。

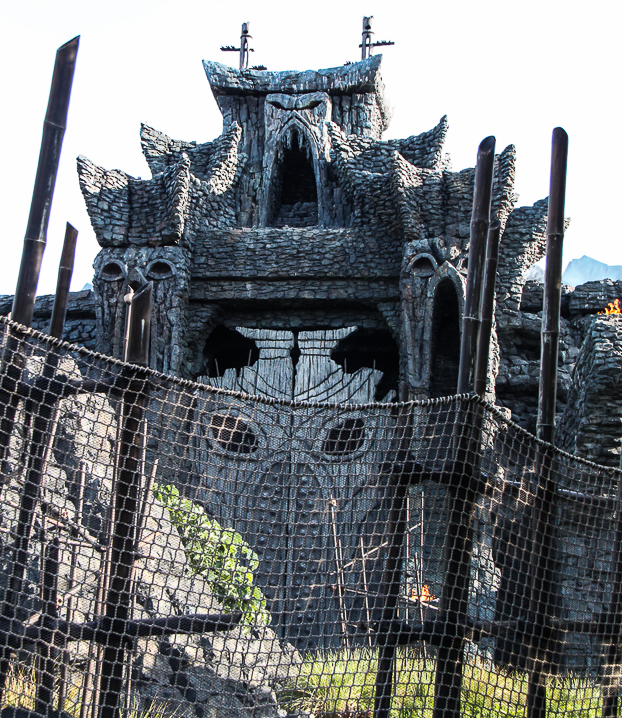
骷髏島：金剛王

| 名稱                         | 簡介 |
| ---------------------------- | --- |
| 戴帽子的貓                   | 根據蘇斯博士的同名書籍改編的黑闇騎乘設施。                                                                           |
| 蘇斯博士的空中無軌電車之旅   | 以蘇斯博士為主題的雙軌單軌列車，可遊覽並參考蘇斯博士的其他書籍。                                                     |
| 一條魚，兩條魚，紅魚，藍魚   | 旋轉式遊樂設施，基於蘇斯博士的同名書籍，讓遊客可以根據遊樂設施音頻控制自己的「魚」。                                 |
| Caro-Seuss-el                | 一個以蘇斯啟發的生物為主題的旋轉木馬。                                                                               |
| Oh! The Stories You'll Hear! | 根據蘇斯博士的熱門角色《戴帽子的貓》、《Thing 1》和《Thing 2》、《Sam-I-Am》、《聖誕怪傑》和《羅雷斯》改編的音樂劇。 |

### 骷髏島
骷髏島（Skull Island: Reign of Kong）是公園內最新的島嶼，於2016年夏季開放。該地區唯一的景點「骷髏島：金剛王」於2016年7月13日開放。
| 名稱           | 簡介                               |
| -------------- | ---------------------------------- |
| 骷髏島：金剛王 | 改編至《金剛》系列的無軌黑闇設施。 |

## 意外

### 達德利瀑布
2011年1月1日，景點表演大樓發生重大火災。
位於遊樂設施和公園的卡通礁湖裏的遊客已被疏散，沒有人員受傷的報告。

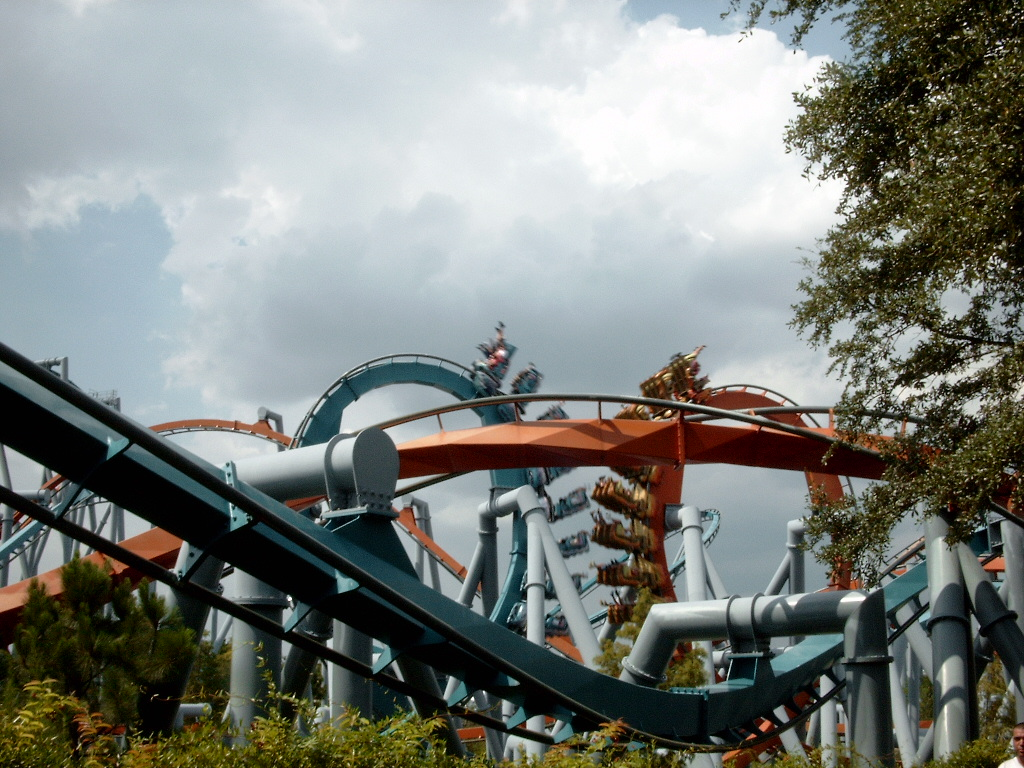
龍的挑戰相互交錯的環節

### 龍的挑戰
2009年7月1日，一名員工在禁區的龍的挑戰下面行走時，被試運行的火車撞到。受害者頭部多處受傷，被送往附近的醫院，隨後死亡。
2011年7月31日，一名遊客在遊玩龍的挑戰時被不明物體擊中眼睛受傷。事發前，該客人只有一隻眼睛完好，因此事件導致該客人完全失明。事件發生後不到24小時，龍的挑戰仍處於關閉狀態，環球影城得出結論，認為此遊樂設施是安全的。
2011年8月10日，一名遊客在乘塔此遊樂設施時被物體擊中，臉部和腿部受傷。由於這起事件以及前面提到的一名乘客一隻眼睛失明的事件，環球影城官方宣布，兩座過山車將不再同時運營，等待對這兩起事件的調查。2011年10月，官方永久暫停了該項目列車相互交錯的環節。

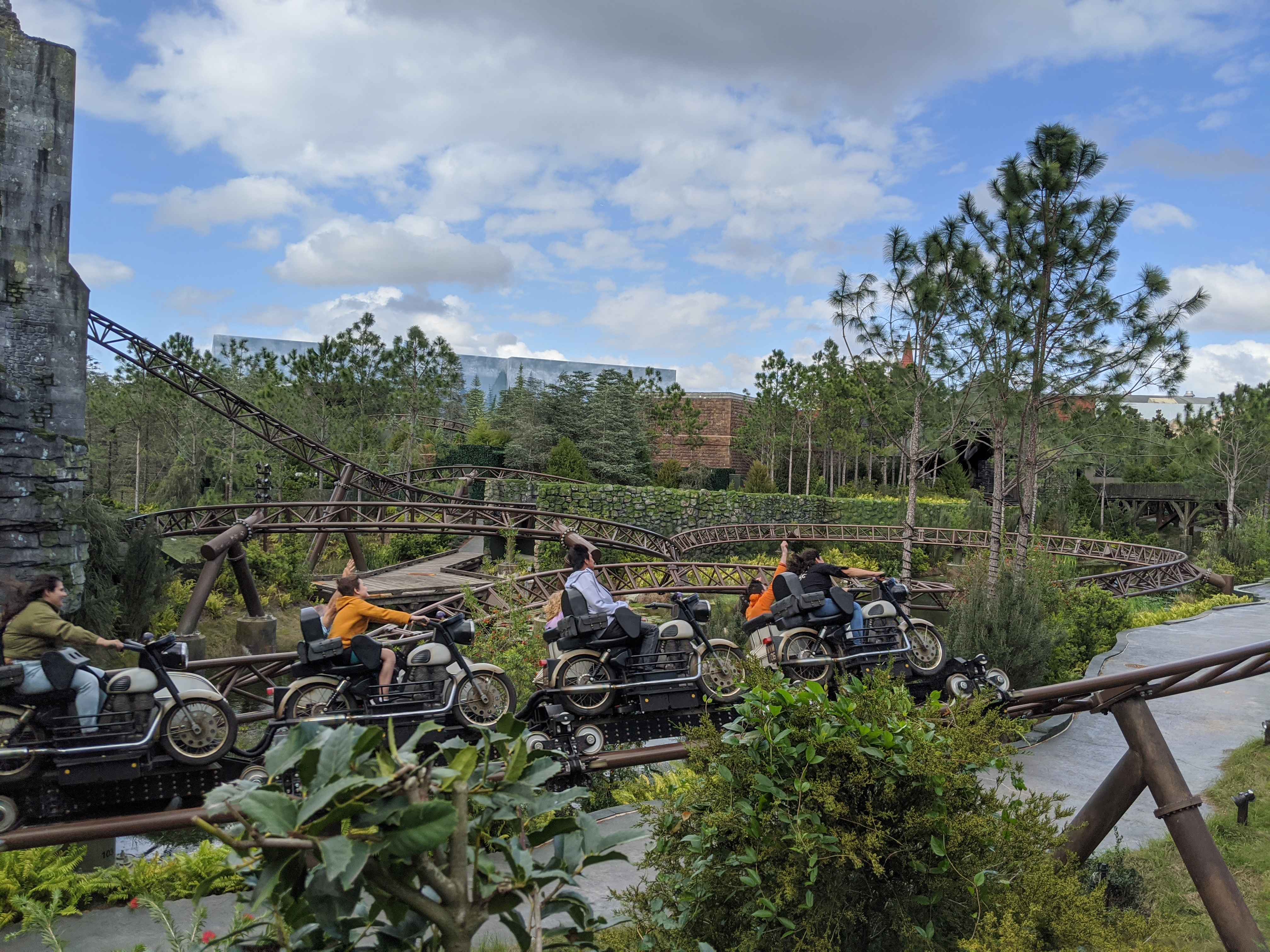
海格的奇獸摩托車冒險

### 海格的奇獸摩托車冒險
2019年10月2日，一群蜜蜂包圍了整個景點，公園暫時關閉了遊樂設施。當天晚上的時候，它重新開放。

### 骷髏島: 金剛王
2016年12月10日，一名來自危地馬拉的38歲遊客在遊覽該景點後感到不適。當他的家人繼續參觀公園時，他坐在長凳上。當他的家人回來時，發現他已經死了。兩年後的2018年，該公園被提起訴訟，稱該景點使用的標誌都不是西班牙語。
2021年5月16日，一名女子在騎行途中食指被嚴重割傷，不得不部分截肢。

### 綠巨人浩克過山車
2003年9月23日，一名來自佛羅里達州的34歲女性在乘坐綠巨人浩克過山車時，因突發心臟病被緊急送往醫院，情況危急，但從未甦醒，在脫離生命維持系統不久就去世了。

### 迅猛龍過山車
在該遊樂設施開幕前不久，一名遊客因向其中一列火車投擲冰塊而被禁止進入公園。
2021年7月9日，一名28歲女性在乘車排隊時打架後被捕。

## 每年訪客（2009至2022年）
| 年份 | 訪客人數（萬） |
| ---- | -------------- |
| 2009 | 462.7          |
| 2010 | 594.9          |
| 2011 | 767.4          |
| 2012 | 798.1          |
| 2013 | 814.1          |
| 2014 | 814.1          |
| 2015 | 879.2          |
| 2016 | 936.2          |
| 2017 | 954.9          |
| 2018 | 978.8          |
| 2019 | 1037.5         |
| 2020 | 400.5          |
| 2021 | 907.7          |
| 2022 | 1102.5         |

## 外部連結
- 冒險島樂園官方網站
- 哈利波特的魔法世界官方網站
- 冒險島樂園在雲霄飛車資料庫上的頁面